# Arktisk melankoli
Arktisk melankoli er en dansk eksperimentalfilm fra 2003 instrueret af Thomas Wolsing.

## Handling
Om at gå tilbage i tiden. Gensyn med en nedlagt vejrstation Kap Tubin (Østgrønland) efter 27 år. Rekonstruktion af fortid i nutid.